# 大庆铁人王进喜纪念馆
大庆铁人王进喜纪念馆，位于黑龙江省大庆市让胡路区，是为开发大庆油田的英雄、“铁人”王进喜建立的纪念馆。

## 历史
大庆铁人王进喜纪念馆的前身是“铁人王进喜同志英雄事迹陈列室”，始建于1971年。1989年，在位于大庆市解放二街8号的“铁人王进喜同志英雄事迹陈列室”旧址上新建了“铁人王进喜纪念馆”。该馆总占地面积5.4万平方米，其中绿地面积3万平方米，主馆建筑面积1240平方米。
2003年2月，由大庆地区石油石化企业、中共大庆市委、大庆市人民政府协商，中共黑龙江省委、黑龙江省人民政府支持，中国石油天然气集团公司批准，决定迁建铁人王进喜纪念馆。2003年10月8日王进喜诞辰80周年之际，新馆奠基。2006年8月10日，温家宝题写馆名。2006年9月26日大庆油田发现47周年纪念日，新馆开馆。新馆位于大庆市让胡路区铁人大道与世纪大道交汇处，馆区占地面积11.6公顷，纪念馆主体建筑面积2.15万平方米。

## 展览

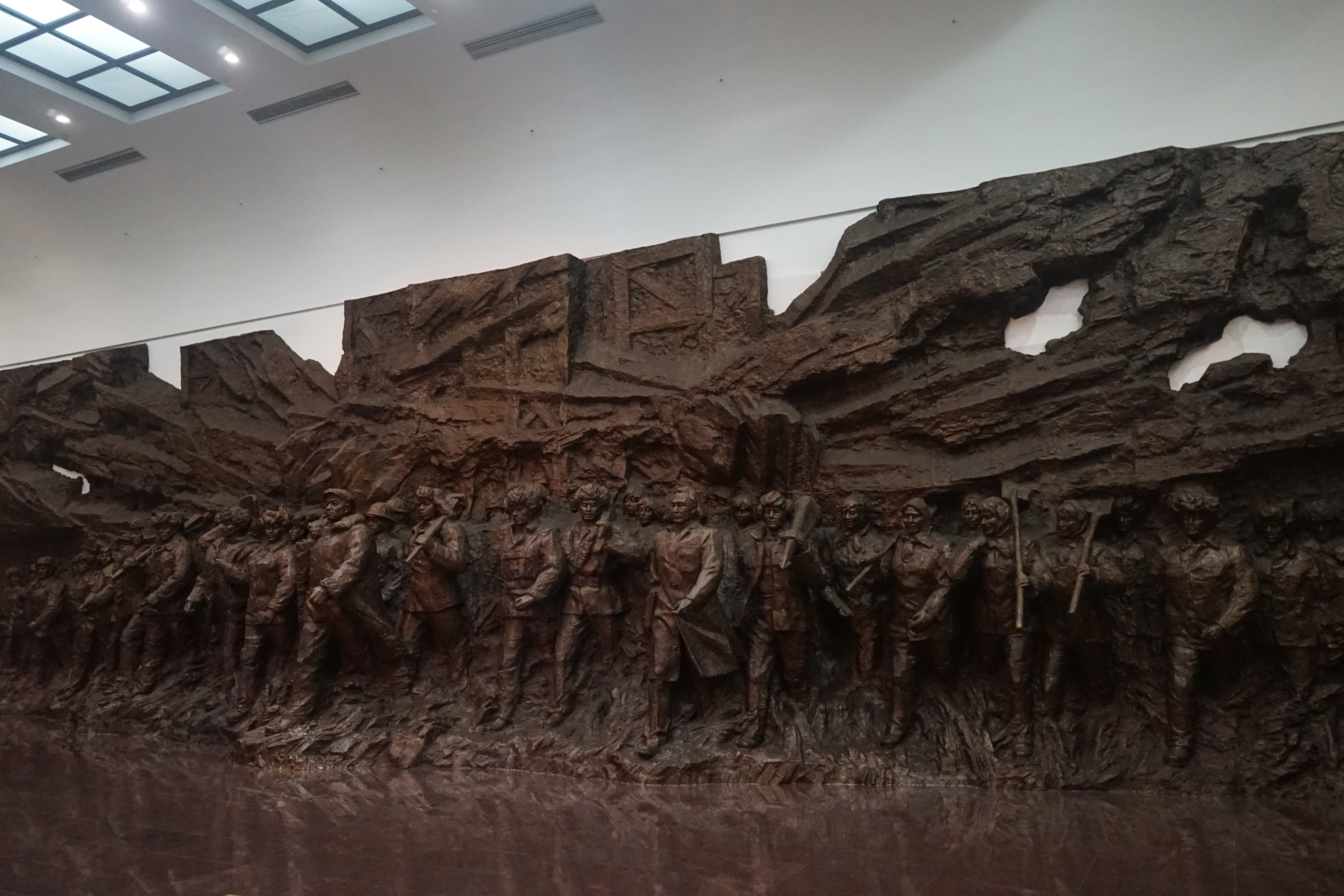
序厅铸铜浮雕《石油魂》

纪念馆主体建筑前方的广场平台上，两片草坪之间立有一尊铁人王进喜手持刹把的大型花岗岩雕塑《铁人》，高6.5米，重60余吨，是中国东北地区最大的人物石雕。纪念馆主体建筑外形是“工人”二字的组合，平面呈“工”字形，侧看呈“人”字形。主体建筑高47米，正门台阶47级，象征王进喜47年的人生历程。建筑顶部造型为钻头，象征大庆油田奋发向上的精神。
铁人王进喜纪念馆馆藏文物5324件，其中定级文物152件。纪念馆序厅内，一进门是一组铸铜雕像《石油魂》，表现了以王进喜为代表的英雄群体。纪念馆的展厅分布在二层及三层，共陈列200多幅照片，300多件实物，展示了王进喜的个人经历及在大庆石油会战中的业绩，以及大庆人学习铁人精神的情况。展览以王进喜生平为主线，以大庆石油发展史为副线，采用照片、文字、电动图表、硅胶像、沙盘、场景复原、多媒体等展示手段，展现了“爱国、创业、求实、奉献——石油魂”的主题。各展厅之间通道处，挂有巨幅国画《大庆工人无冬天》及会战诗抄墙、战报墙、宣传铁人和石油会战的美术作品。
纪念馆馆区内有大型主题雕塑《崛起》、《奋进》、《民族脊梁》及装饰性雕塑《石油交响曲》，还有《六个传家宝》、《回收队》、《干打垒》、《五把铁锹闹革命》、《人拉肩扛》、《修旧利废》、《缝补厂》雕塑。还有端水湖、标杆山及王进喜率领1205钻井队使用过的同型贝乌—40型钻机（БУ-40型钻机，苏联制）。

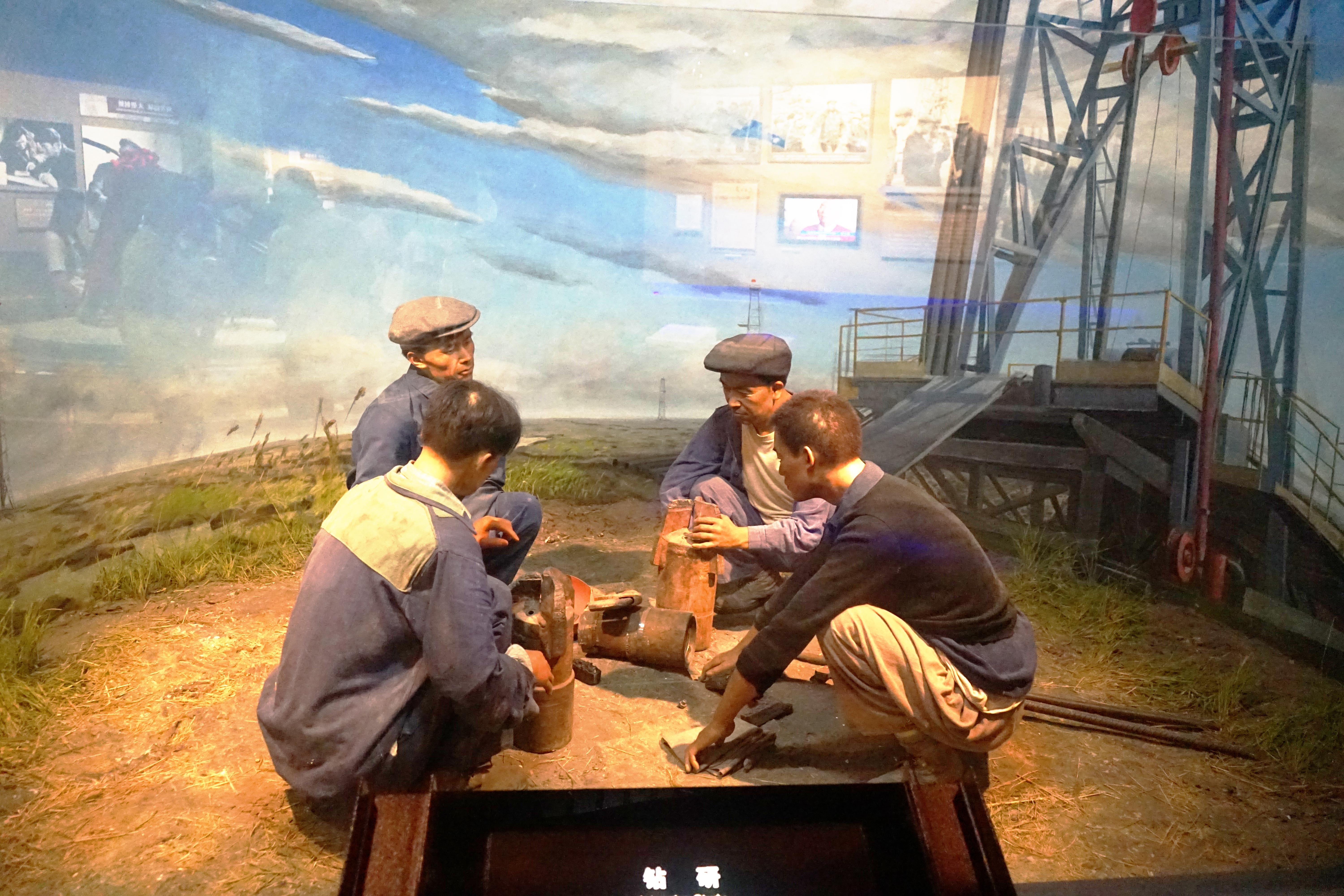
《钻研》场景复原。王进喜常与工友们探讨钻头钻具的使用
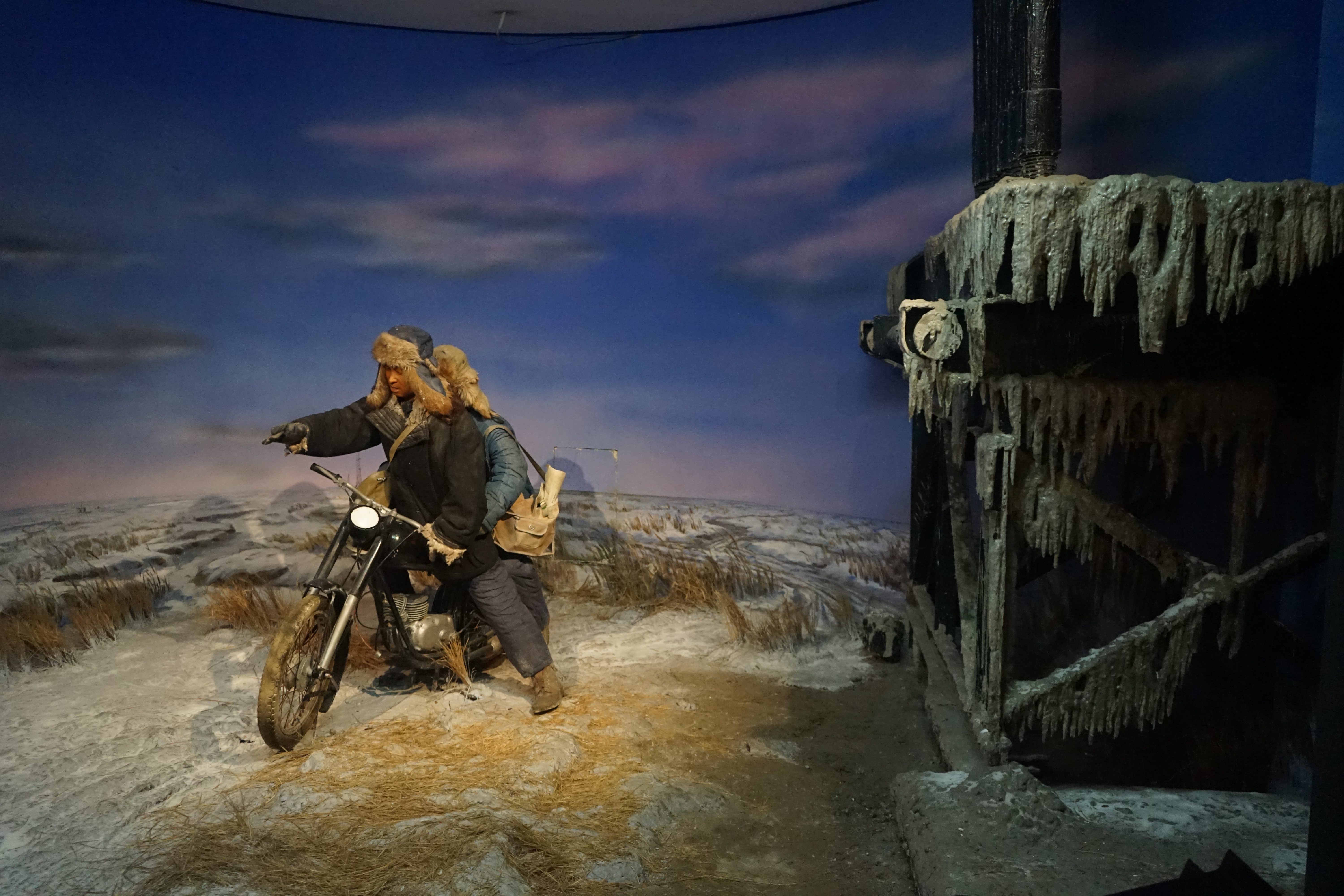
《跑井》场景复原。王进喜经常要在十几个井队间穿梭，以研讨钻研
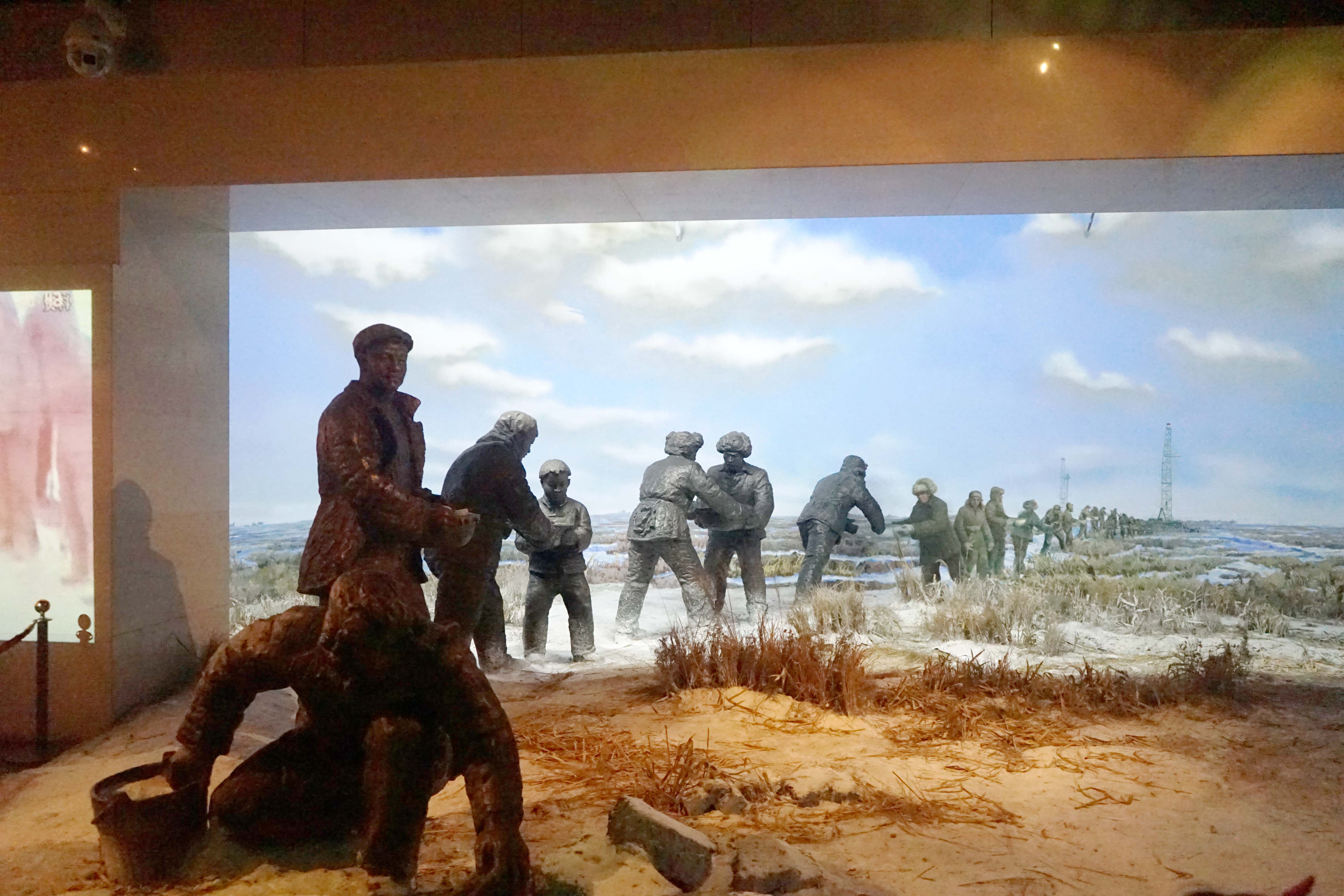
《破冰端水保开钻》场景复原。1960年4月6日1205钻井队钻井需要的水供应不上，王进喜带领大家到一公里外的水泡子破冰取水。最后靠人力端水50多吨。
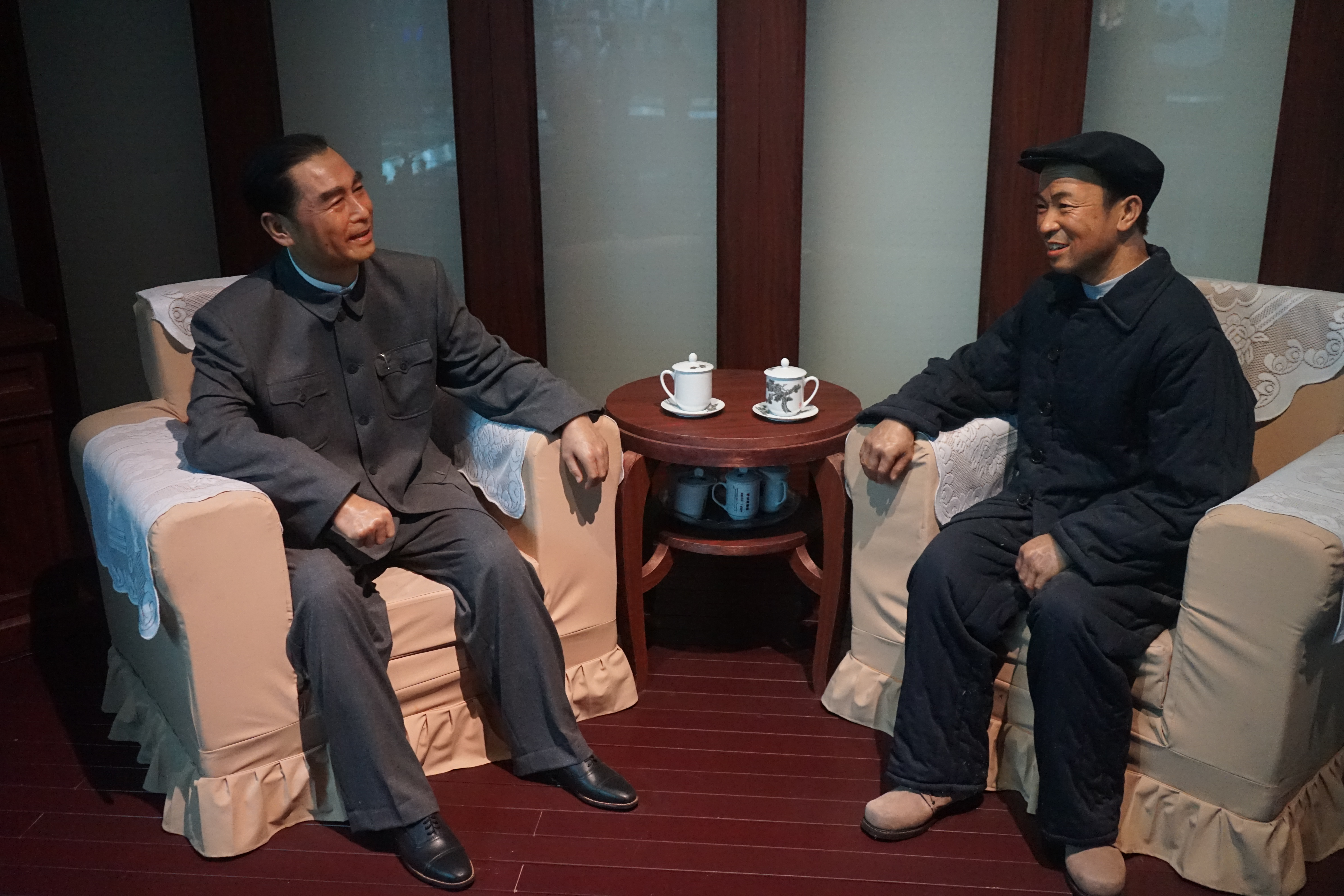
《关爱》场景复原。1962年6月王进喜与周恩来相识，到1970年听铁人汇报谋划扭转局势，铁人与周总理会面31次。
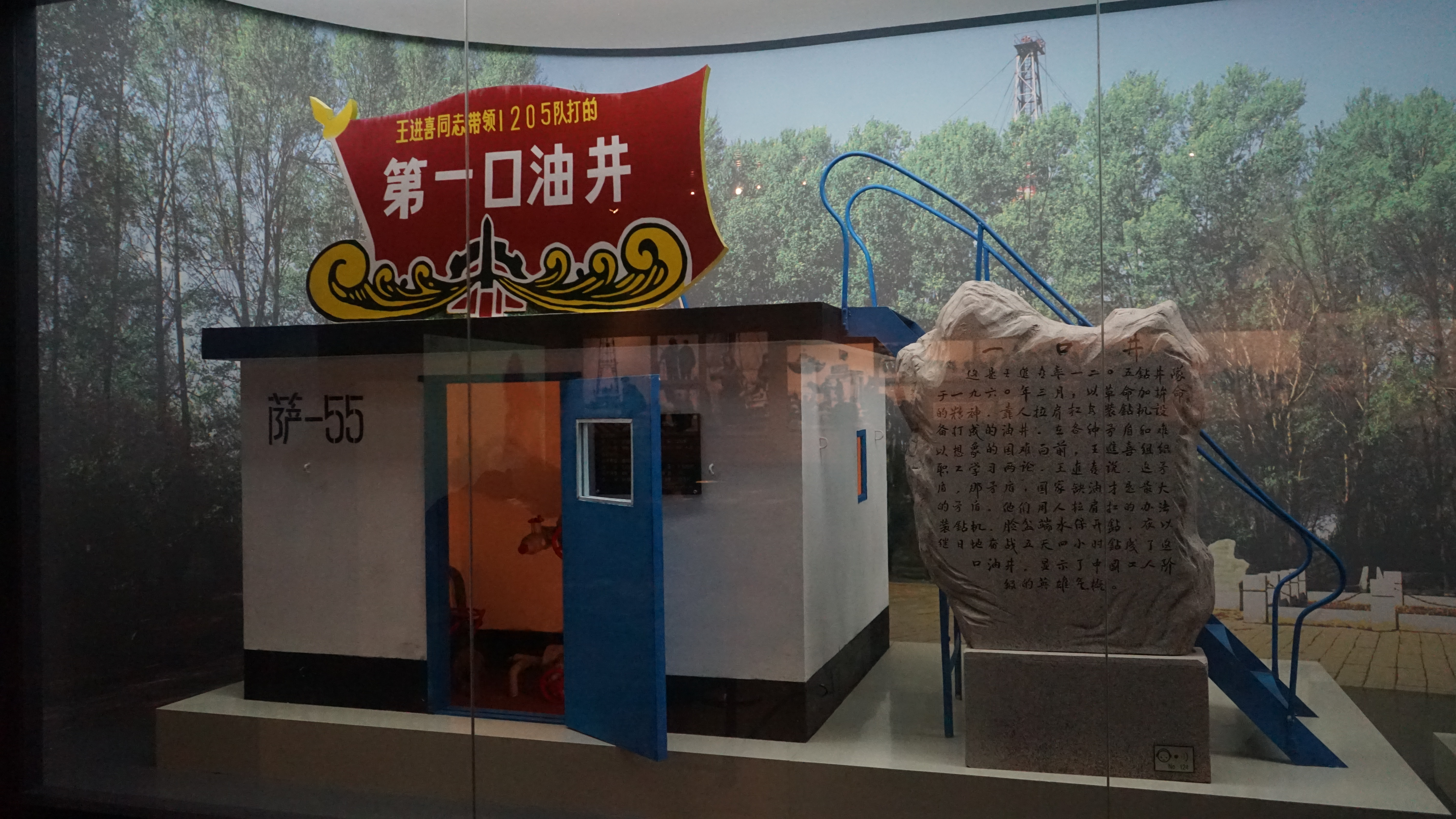
铁人第一口井模型
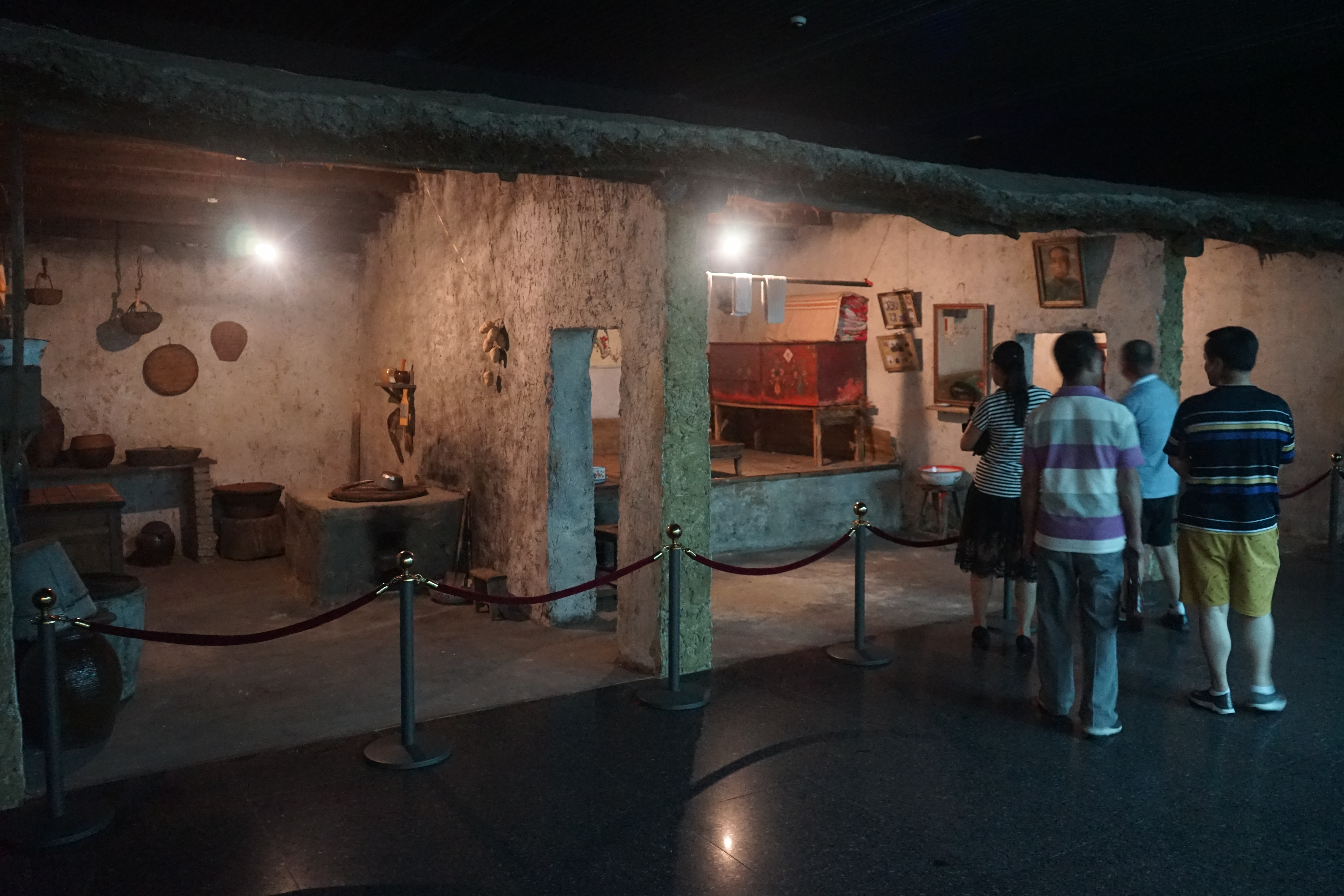
《铁人的家》场景复原。铁人一家九口住在这个“干打垒”中，最贵重的物品是铁人送给母亲的毛毯。队员们有时也寄居于他家。
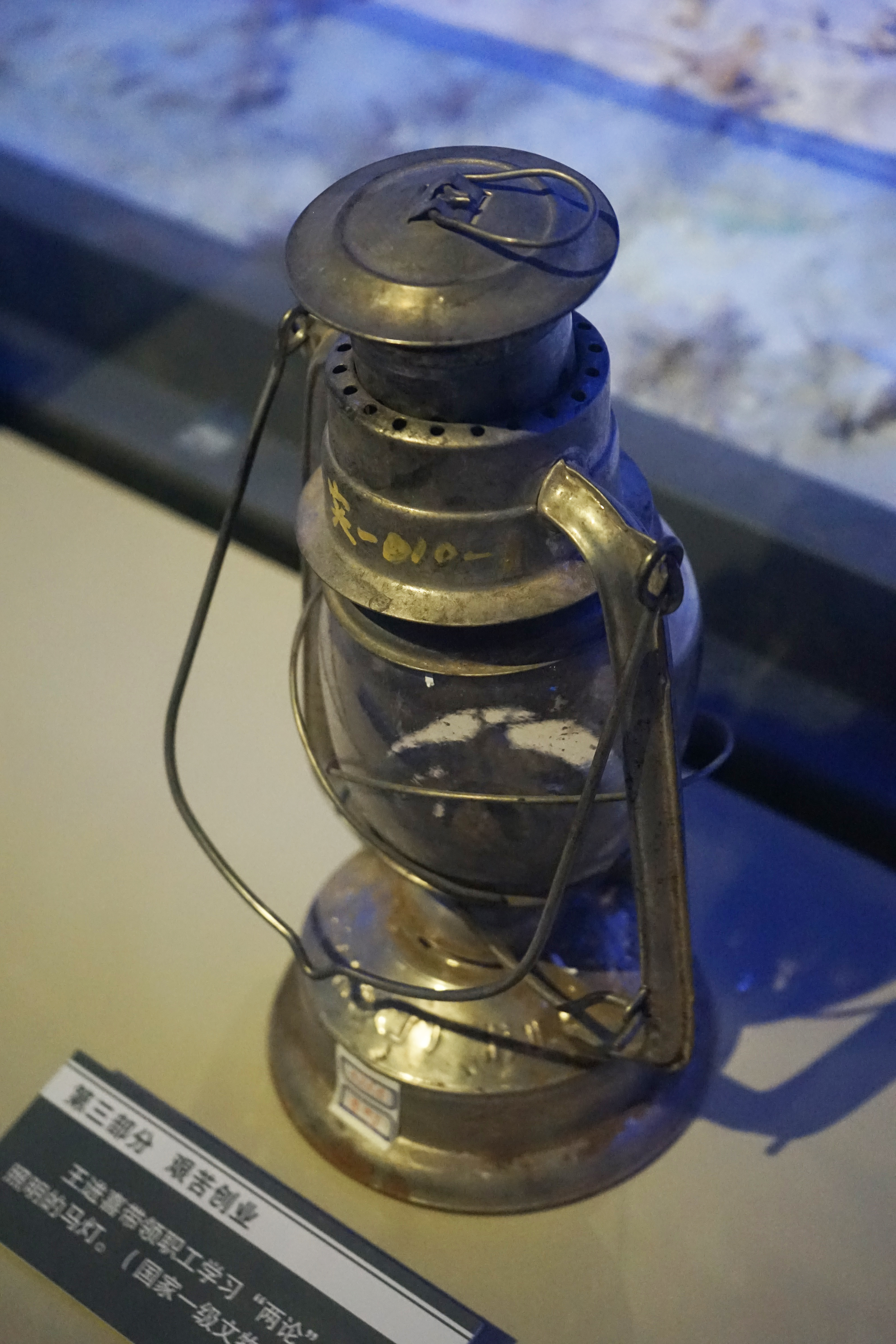
王进喜带领职工学习“两论”（《矛盾论》和《实践论》）时用来照明的马灯
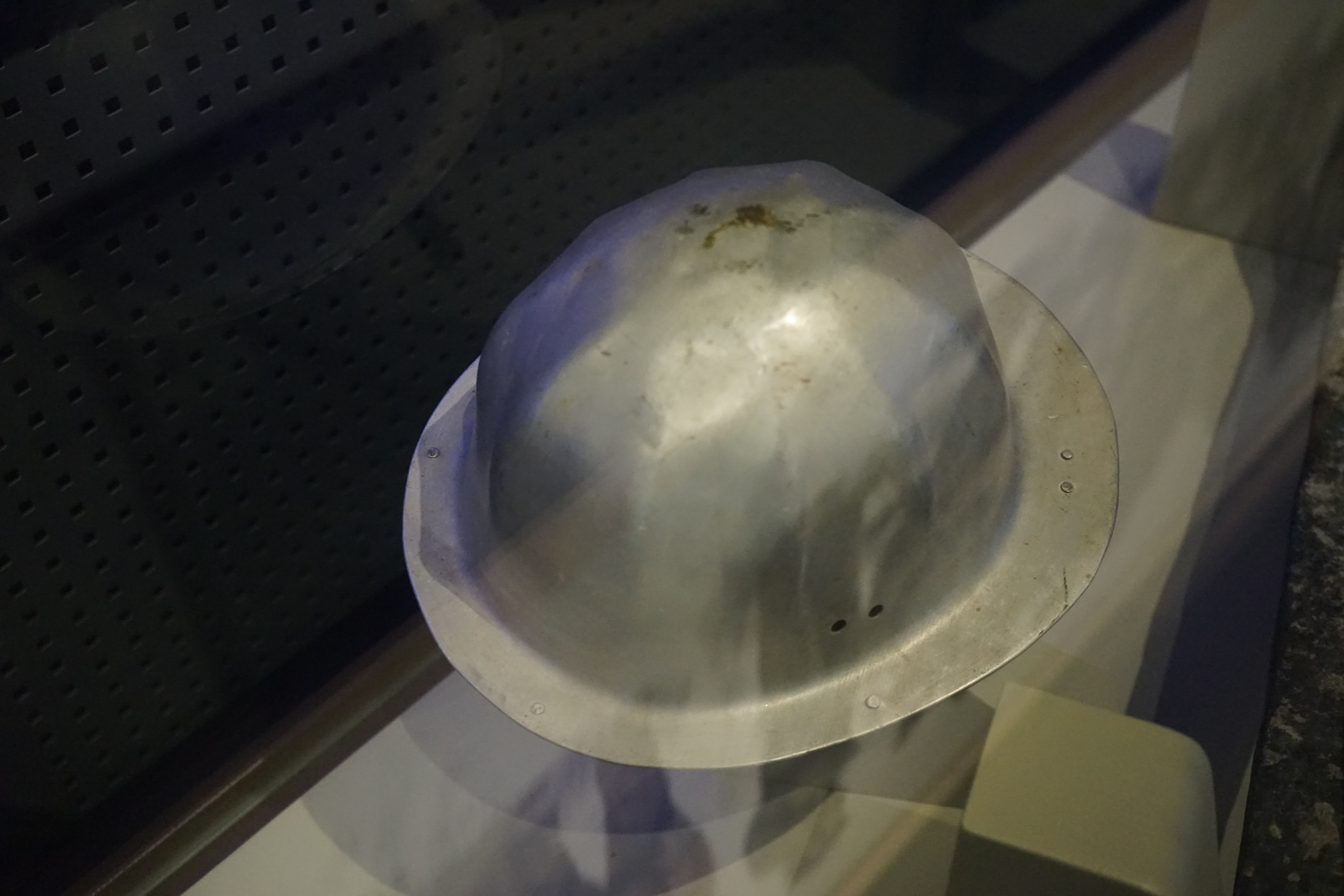
王进喜戴过的铝盔
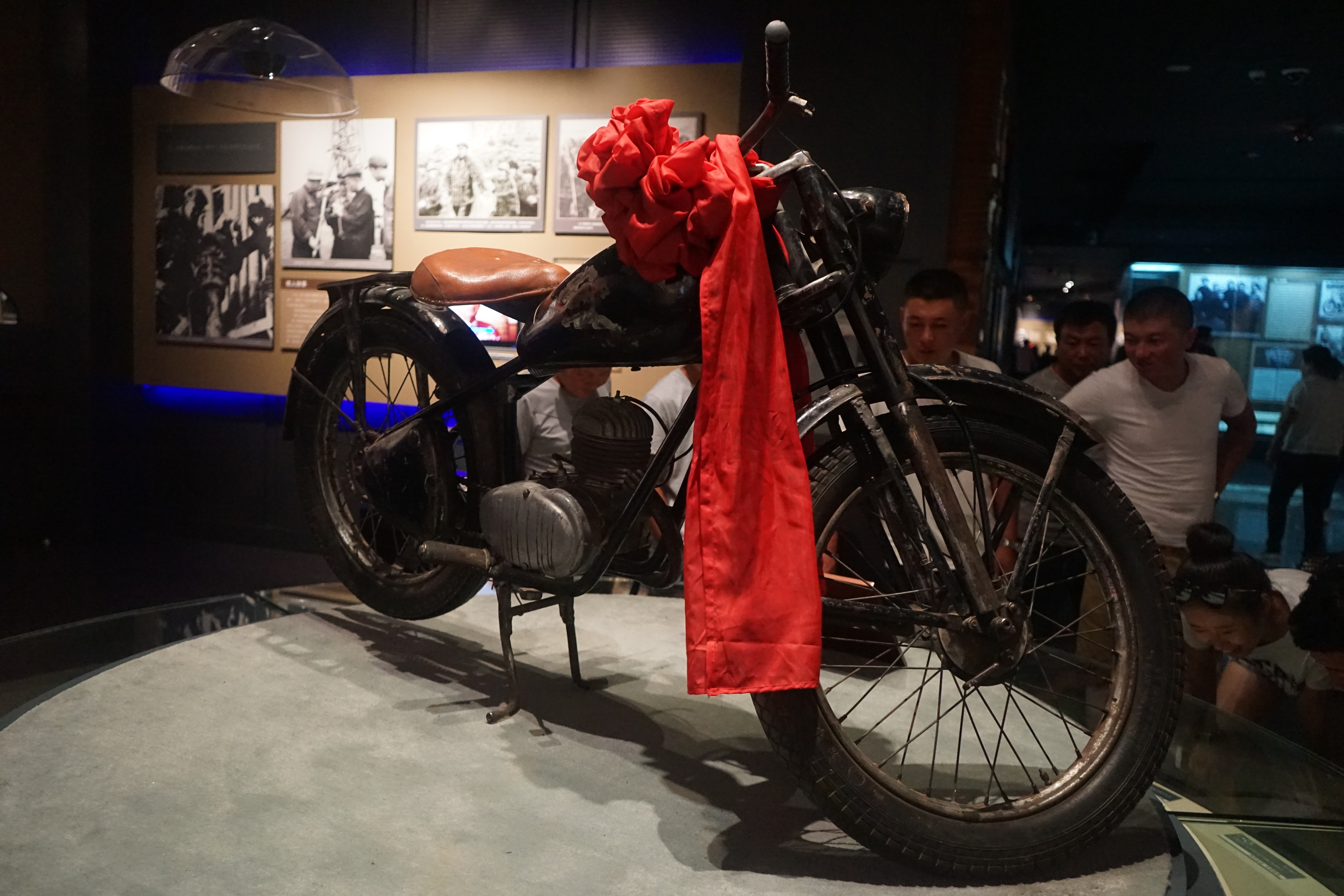
王进喜摩托车
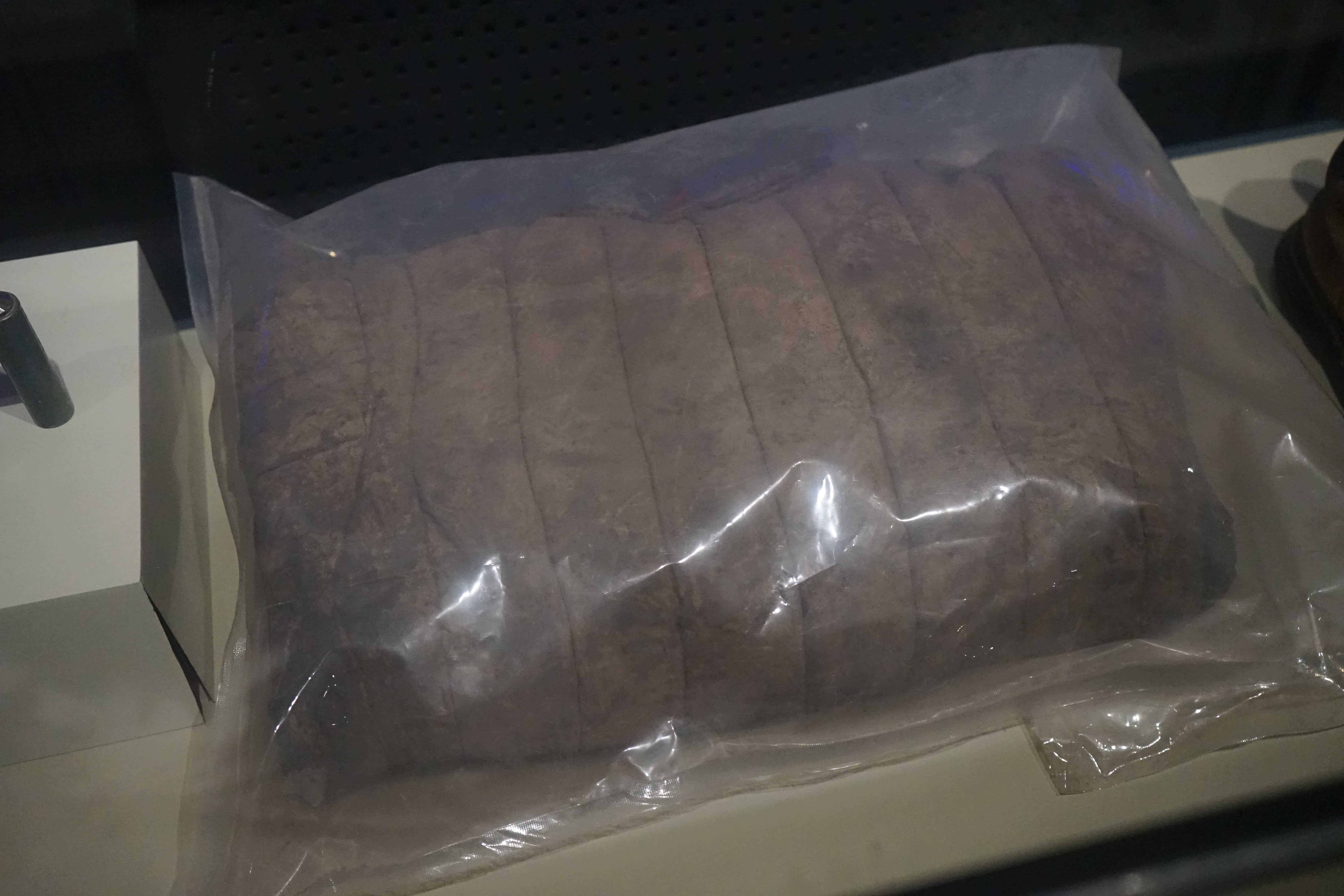
王进喜带伤跳进泥浆池用身体搅拌泥浆压井喷时所穿棉工服上衣
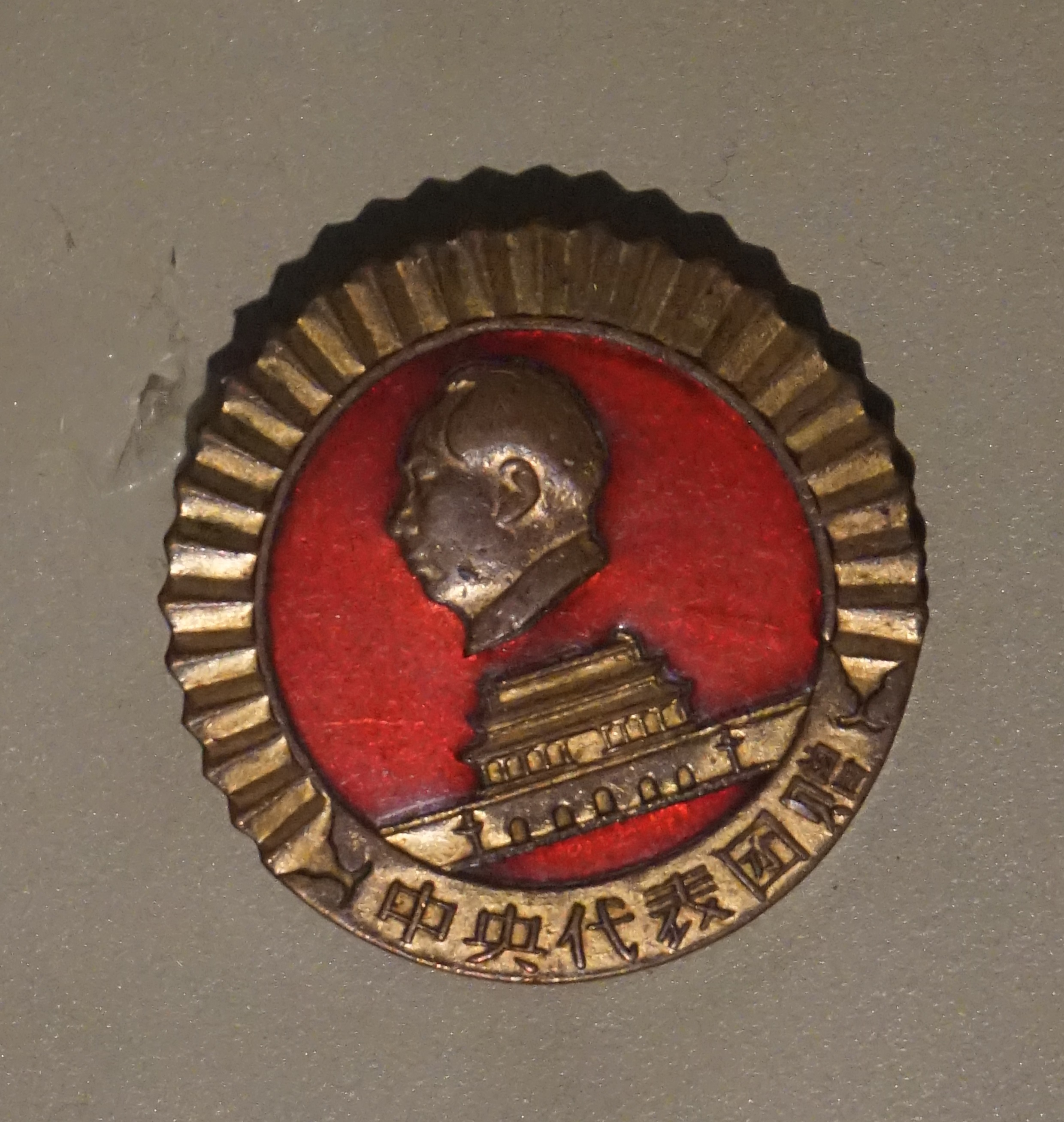
1956年中央代表团到玉门慰问是颁发给贝乌5队工人的纪念章
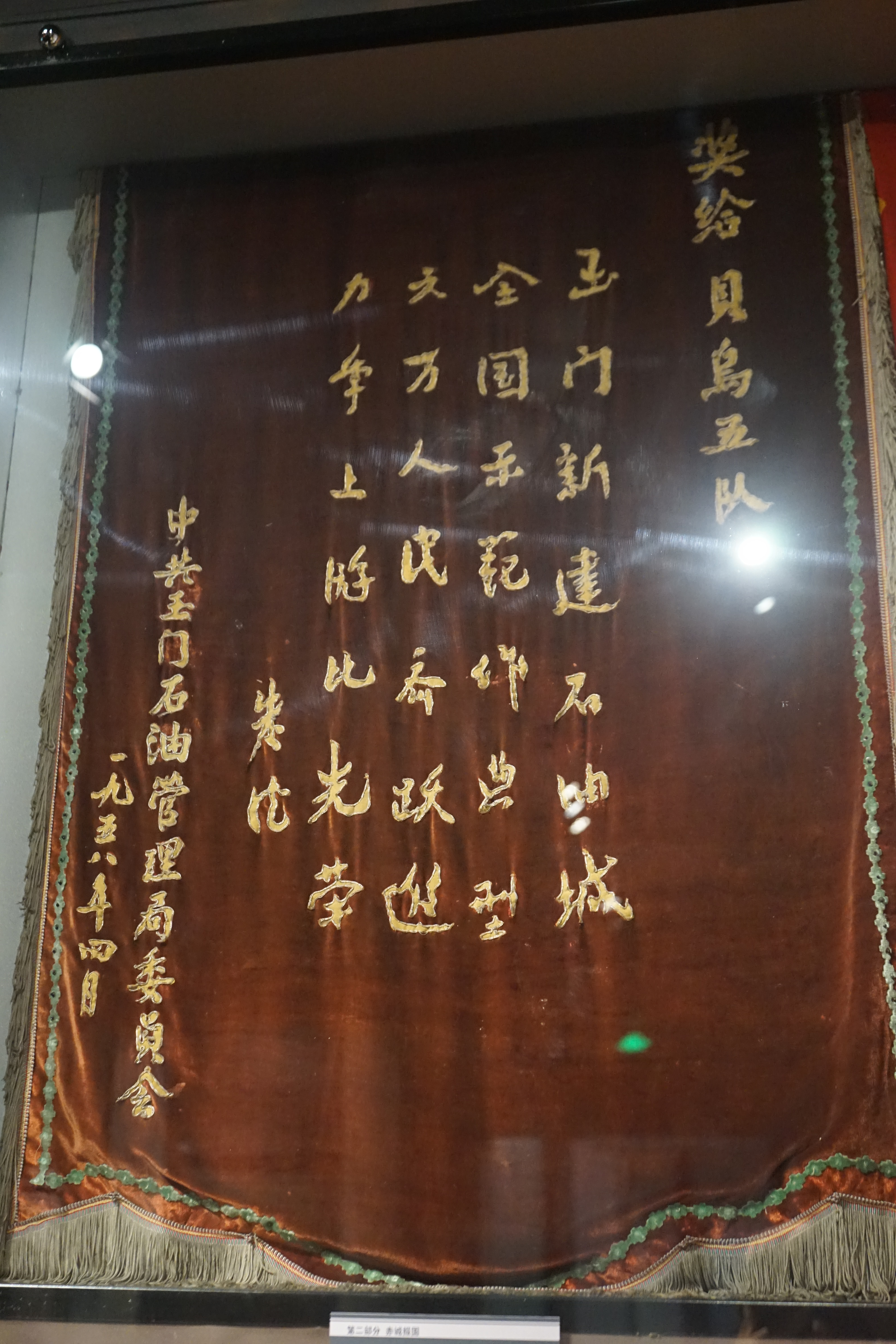
1958年4月中共玉门石油管理局委员会奖给贝乌5队的锦旗。
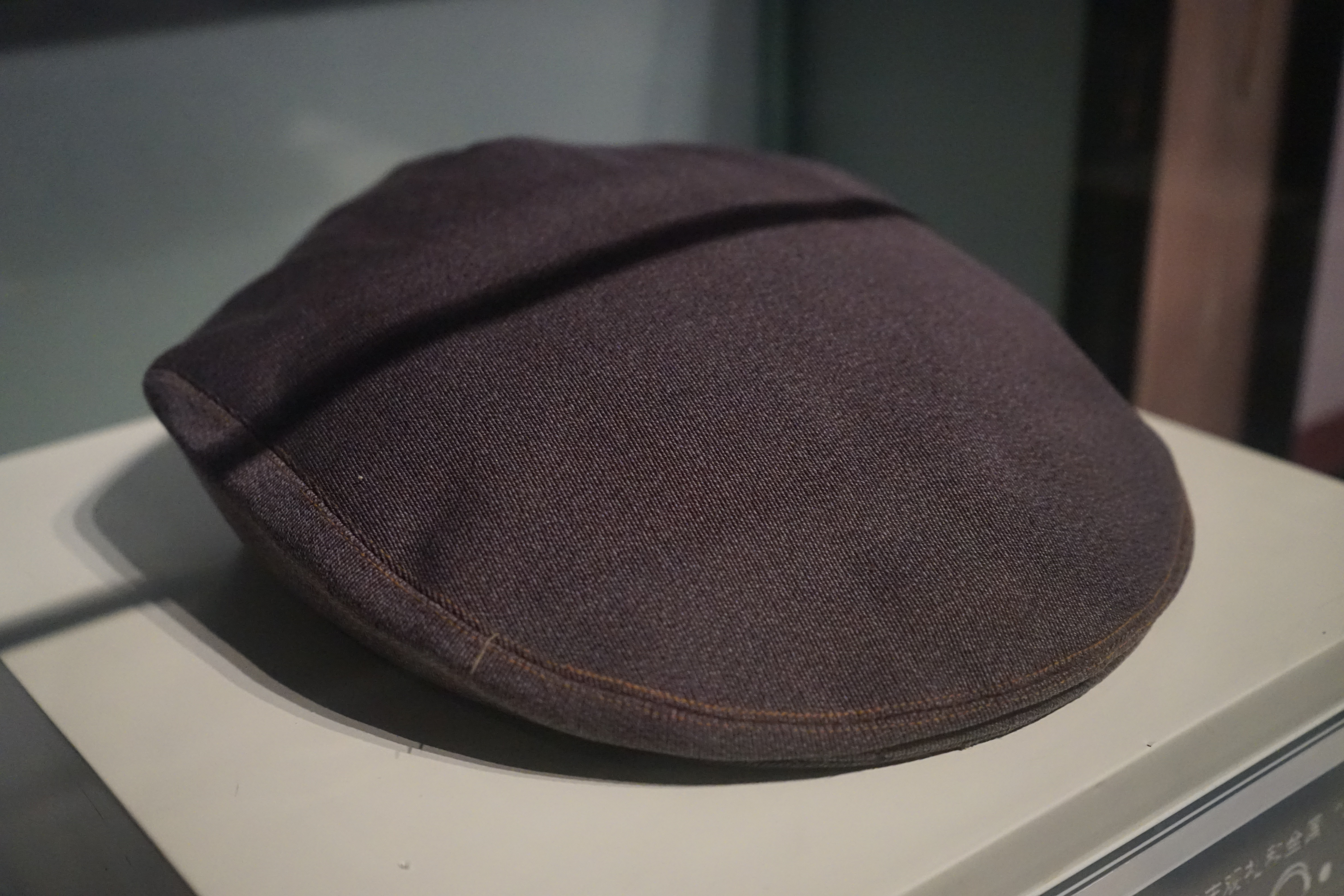
1959年王进喜参加建国10周年国庆观礼和全国“公交群英会”时戴的前进帽。
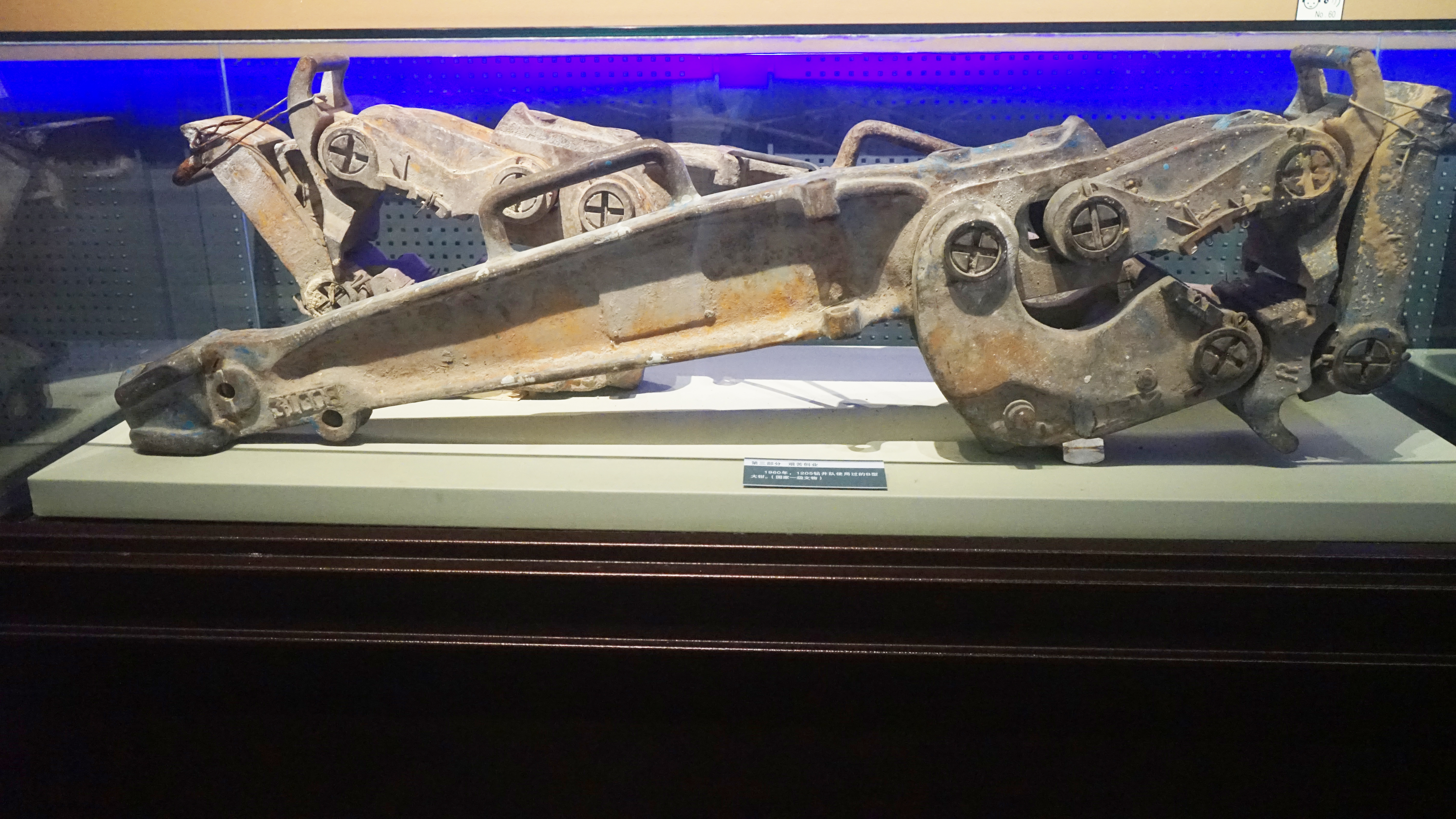
1960年1205钻井队使用过的B型大钳。